# Fort Saint-Michel (Malte)
Pour les articles homonymes, voir Fort Saint-Michel.
Le fort Saint Michel (en maltais Il-Forti San Mikiel et Fort St. Michael en anglais) est un fort militaire, édifié sur la presqu'île d'Isla au sud du Grand Port sur l'île de Malte. Les fortifications qui restent du fort, matérialisent l'entrée de la ville côté terre. À l'opposé, côté mer, à la pointe de la presqu'île, le bastion Saint-Michel, le Sperone (L’Éperon), aujourd'hui transformé en jardin public, avec une vue unique sur le Grand Harbour face aux jardins d'Upper Barrakka.

## Construction du fort
À la suite de la razzia ottomane de 1551, la construction de ce fort est demandée par le grand maître de l'ordre de Saint-Jean de Jérusalem, Juan de Homedes. Le Conseil confie ce projet au général de l'Ordre Leone Strozzi et à deux autres chevaliers qui demandent à l'ingénieur militaire espagnol Pedro Pardo d'Andrera de dresser les plans d'un fort. Dans son rapport, Strozzi note que la fortification de l'ensemble de la péninsule de Xiberras n'était pas possible et qu'un fort en son extrémité était souhaitable (le fort Saint-Elme est édifié à cet emplacement en 1552). Sur l'île faisant face à Il-Birgu, le site du fort est choisi pour défendre l'île de toutes attaques pouvant venir de terre, face aux collines Sainte-Marguerite. La première pierre est posée le 8 janvier 1552 et la construction est terminée le 8 mai 1553, le jour de la fête de saint Michel d'où le nom du fort. Ce fort n'est à l'origine qu'une grosse tour quadrangulaire et trapue, protégée de murailles au bord du chenal qui sépare l'île de la terre et comportant à sa partie supérieure une batterie d'artillerie. En ces temps, l'île n'est qu'un terrain de chasse pour les chevaliers comportant en son centre une petite colline qui porte successivement le nom de colline Saint-Julien et de monte dei Molino et la construction du fort n'est envisagé que pour compléter la protection de Il-Birgu. Sur l'île, seule existe la chapelle Saint-Julien qui date de 1311 et, au moment du Grand Siège de Malte, l'artiste Matteo Pérez d'Aleccio représente sur les fresques du palais du grand maître l'île Sain-Michel sans chapelle, mais avec deux moulins à vent entourés d'une petite fortification de fortune. L'île, qui portait le nom de la chapelle, finit par prendre le nom du fort.

## Création des fortifications
Homedes décède en 1553 et son successeur Claude de La Sengle décide de fortifier toute l’île qu'il fait entourer, de 1553 à 1556, d'un mur de fortification par l'ingénieur italien Nicolo Bellavanti. Des cavaliers et des couvre-portes viennent renforcer le fort Saint-Michel. À l'opposé du fort, face au fort Saint-Ange, à la pointe de l'île côté mer dite Sperone (L’Éperon) par analogie avec le Speronara, bateau du même nom, il fait édifier par Evangelista da Menga une batterie qui s'avérera beaucoup trop faible faute d'une défense de la plateforme. La ville qui se développe dans ces fortifications prend le nom de Senglea. Une forte chaîne importée de Venise en 1554 permet de fermer la crique des galères, entre le fort Saint-Ange à Il-Birgu et Senglea, à l'aide dun cabestan logé dans la base du Sperone. Une extension du fort donnant directement sur la crique des galère, il-Maċina (en anglais Sheer Bastion, bastion de la chèvre en français), construite en 1554 par Bellavanti, était surmontée d'une forte chèvre permettant le matage des galères et le levage de lourdes charges.

## Le fort pendant le Grand Siège

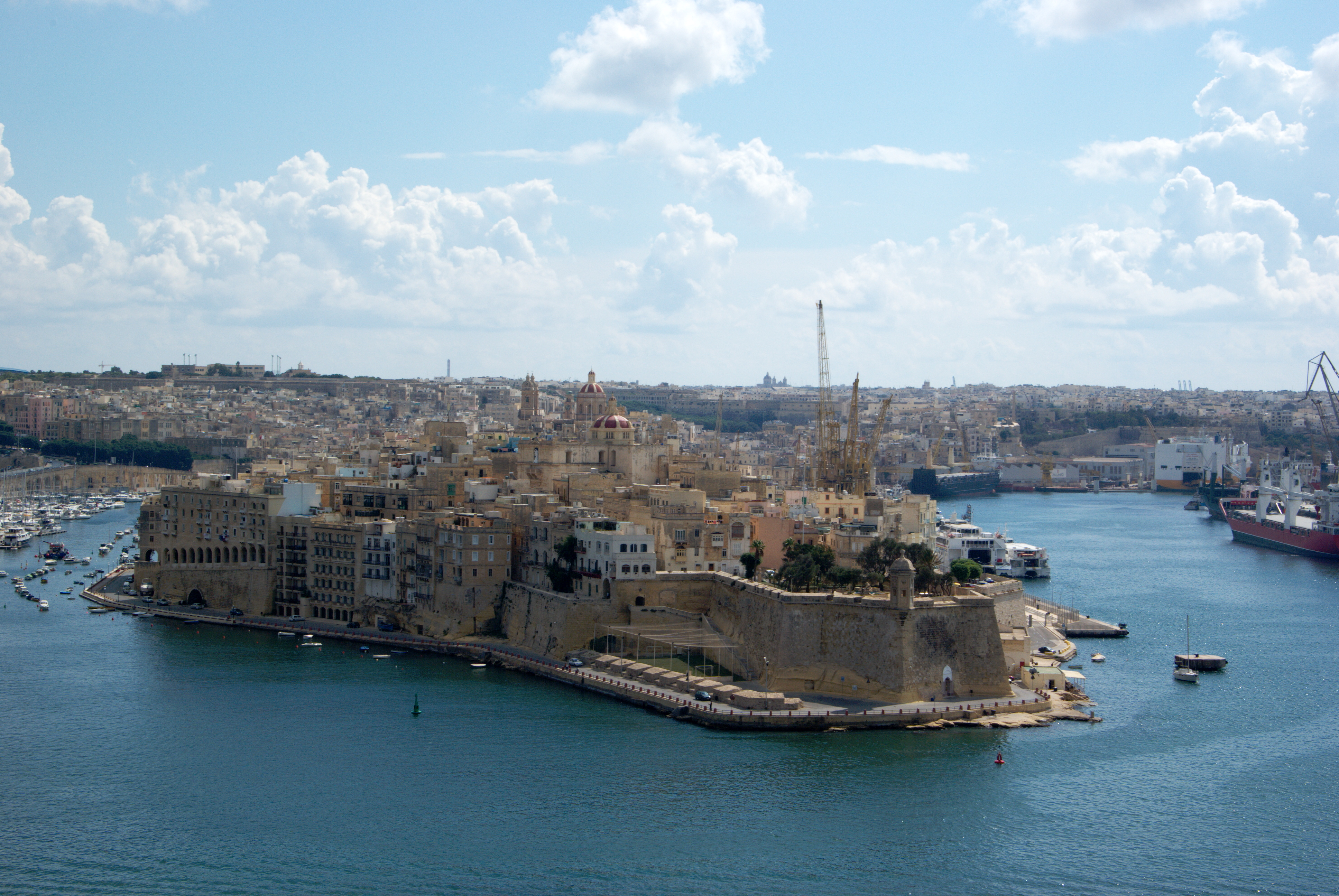
Bastion Saint Michel, aujourd'hui occupé par un jardin public.

Durant le Grand Siège de 1565, le fort subit de nombreuses attaques, des bombardements et canonnades en provenance des collines Sainte-Marguerite et de Corrodino mais résiste finalement aux assauts ottomans. Le Sperone résiste aussi grâce au renforcement par de grands caissons remplis de terre, demandés à ses galériens par le chevalier de Valence, Francesco de Sanoguera. En souvenir du Grand Siège, la fortification du côté de la crique des Français, là où se trouvait alors l'entrée du fort, porte le nom de bastion de Ruffo, du nom de don Carlo Ruffo qui fut tué en y commandant la défense, la fortification du côté de la Maċina prend le nom de bastion des Maltais, bastion défendu avec courage et détermination par la population maltaise qui avait trouvé refuge à Senglea. La fortification en dessous du fort est nommé bastion des Italiens (sous entendu de la langue d'Italie). Aujourd'hui l'entrée de la ville de style baroque, déplacée à la fin du XVIIe siècle du côté de la Maċina s'appelle porte des Italiens.

## Reconstruction du fort
Après le Grand Siège, le grand maître Jean de Valette demande à Francesco Laparelli de reconstruire les fortifications de Senglea. Les destructions étaient telles que Laparelli conseillera de les raser, ce qui ne fut pas fait. En 1568, la restauration est demandée à Ġlormu Cassar et la reconstruction se poursuit jusqu'en 1581, accompagnée par le développement de la ville fortifiée de Senglea. Au début du XVIIe siècle les fortifications de Senglea étaient de nouveau dans un piètre état. Mais la crainte d'une nouvelle attaque ottomane en 1633 pousse à remonter les fortifications.
C'est le grand maître Antoine de Paule qui décide de renforcer les défenses de Senglea. Côté mer, à la place du Sperone est construit le bastion Saint-Michel et, côté terre, le fort Saint-Michel est protégé de cavaliers, couvre-portes et autres défenses pour un montant de 6 000 écus. Le successeur de de Paulo, Jean-Paul de Lascaris-Castellar décide de faire englober Il-Birgu et Senglea dans une même ligne de défense sur les collines Sainte-Marguerite. Il confie la conception de la Margherita Lines à l'ingénieur Vincenzo Maculano da Firenzuola en 1638. Dans les années 1660 l'ingénieur militaire de l'Ordre, Médéric Blondel, n'aura de cesse de demander de conforter les fortifications de Senglea en établissant de nouvelles plates-formes d'artillerie principalement au niveau de la mer à « fleur d'eaux ».
La chute de Candie et la prise de la Crète ravivent les craintes de nouvelles invasions de l'archipel maltais. Le grand maître Nicolas Cottoner y de Oleza plutôt que de renforcer les défenses côté mer décide de faire doubler les fortifications Sainte-Marguerite par une nouvelle ligne, les Cottonera Lines, englobant une plus grande partie de terre permettant de mettre à l'abri une population de 40 000 personnes avec armes, bagages et bétail. La première pierre d'un rempart de 4,5 km de long, conçu par Antonio Maurizio Valperga, ingénieur militaire du duc de Savoie, est posée le 28 août 1670 par le grand maître, qui finance l'ensemble de la construction,.
L'ordre de Saint-Jean de Jérusalem finance les défenses d'artillerie « fleur d'eaux » face au fort Saint-Ange en 1690 à la demande de Grunenberg. En 1785 cette batterie est armé de sept canons. Le 3 décembre 1792, l'armement est renforcé de canons déplacés du Fort Saint-Ange. Les défenses côté terre et le fort Saint-Michel ont alors perdu beaucoup de leur importance stratégique et, en 1798, lors du Débarquement français, le fort n'est plus armé que de sept fusils.

## Le fort à l'époque moderne

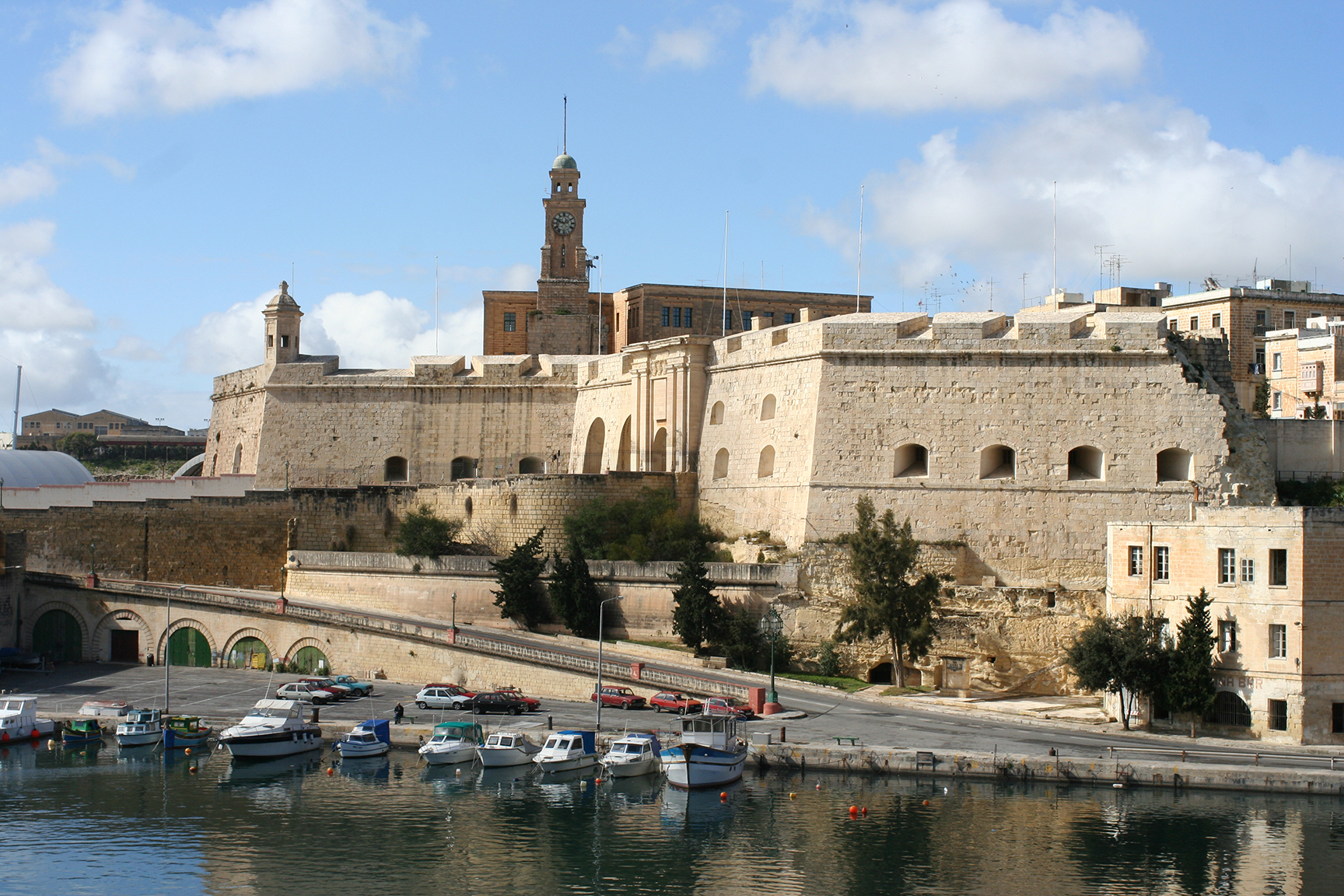
Fort Saint Michel, à gauche le bastion de Ruffo, au centre avec l'entrée du XVIIe siècle le bastion des Italiens, sur la droite le bastion des Maltais en partie démolie.

Le fort est largement remanié lors de l'extension des quais du port à la fin du XIXe siècle et, à la suite de la construction d'une école primaire en 1922, l'ancienne tour du fort est démolie. Ce qui reste du fort est grandement endommagé par le blitz lors du siège de Malte pendant la Seconde Guerre mondiale, à cause de la présence des docks et des formes de radoub. En avril 1942, c'est 3 156 tonnes de bombes qui tombent sur la zone des docks accolée au fort.
Après la guerre, les ruines du fort sont simplement dégagées et il est possible aujourd'hui de voir l'énorme ouverture dans les fortifications entre la porte de la ville et la Maċina. Des voix se sont élevées sur la nécessité ou non de restaurer voire de reconstruire ces fortifications. L'aire intérieure du bastion Saint-Michel est aplanie et permet la mise en place d'un jardin public ouvert sur la ville offrant une magnifique vue sur le port et la ville de La Valette. Il est remarquable que l'un et l'autre gardent encore une gardjola (sorte de poivrière débordant des murailles). Celle du fort Saint-Michel est caractéristique de la symbolique de l'époque de sa construction, avec ses sculptures en ronde-bosse : un œil et une oreille, symbolisant la vigilance que devait la garde du fort, et un pélican, réputé nourrir ses petits avec sa propre chair, qui symbolise le sacrifice altruiste que devaient les troupes postées sur les remparts.